# Peintre du peuple de la fédération de Russie
Artiste du peuple de la fédération de Russie est le plus haut titre honorifique de la fédération de Russie pour les réalisations exceptionnelles dans le domaine de la peinture, la sculpture, le graphisme, l'art monumental, la décoration artisanale, au théâtre, cinéma et dans les œuvres télévisuelles.
Le titre existe officiellement depuis décembre 1995.